# Sporogenesi
La sporogenesi è il processo attraverso il quale vengono prodotte le spore. Si divide in sporulazione e sporogonia: la prima produce per mitosi le mitospore, la seconda produce per meiosi le meiospore.